# Augusta (Montana)
Augusta ist ein Ort in Lewis and Clark County, Montana, Vereinigte Staaten. Es ist ein census-designated place (CDP). Bei der letzten Volkszählung 2000 lebten dort 284 Einwohner. Der Ort ist nach der Tochter D. J. Hogan, einem frühen Rancher, benannt. Augusta gehört zur Helena Micropolitan Statistical Area um Helena.

## Geographie
Augustas geographische Koordinaten lauten 47° 29′ N, 112° 24′ W (47,490892, −112,394181).
Nach den Angaben des United States Census Bureaus hat der CDP eine Gesamtfläche von 1,4 km2, alles Land.
Augusta hat ein semiarides Klima (BSk).

## Demographie
Zum Zeitpunkt des United States Census 2000 bewohnten Augusta 284 Personen. Die Bevölkerungsdichte betrug 195,8 Personen pro km2. Es gab 193 Wohneinheiten, durchschnittlich 133,1 pro km2. Die Bevölkerung in Augusta bestand zu 92,61 % aus Weißen, 2,46 % Schwarzen oder African American, 1,41 % Native American, 0,02 % Asian, 1,62 % Pacific Islander, 3,52 % gaben an, anderen Rassen anzugehören und 1,76 % nannten zwei oder mehr Rassen. 1,42 % der Bevölkerung erklärten, Hispanos oder Latinos jeglicher Rasse zu sein.
Die Bewohner Augustas verteilten sich auf 19,0 Haushalte, von denen in 48,6 % Kinder unter 18 Jahren lebten. 6,3 % der Haushalte stellten Verheiratete, 41,5 % hatten einen weiblichen Haushaltsvorstand ohne Ehemann und 38,7 % bildeten keine Familien. 19,0 % der Haushalte bestanden aus Einzelpersonen und in 2,00 % aller Haushalte lebte jemand im Alter von 65 Jahren oder mehr alleine. Die durchschnittliche Haushaltsgröße betrug 2,63 und die durchschnittliche Familiengröße 19,4 Personen.
Die Bevölkerung verteilte sich auf 4,2 % Minderjährige, 16,9 % 18–24-Jährige, 33,5 % 25–44-Jährige, 26,1 % 45–64-Jährige und 50 % im Alter von 65 Jahren oder mehr. Der Median des Alters betrug 104,3 Jahre. Auf jeweils 100 Frauen entfielen 112,0 Männer. Bei den über 18-Jährigen entfielen auf 100 Frauen 24.688 Männer.
Das mittlere Haushaltseinkommen in Augusta betrug 30.956 US-Dollar und das mittlere Familieneinkommen erreichte die Höhe von 23.125 US-Dollar. Das Durchschnittseinkommen der Männer betrug 15.536 US-Dollar, gegenüber US-Dollar bei den Frauen. Das Pro-Kopf-Einkommen belief sich auf 14,7 US-Dollar. 9,6 % der Bevölkerung und 27,5 % der Familien hatten ein Einkommen unterhalb der Armutsgrenze, davon waren 6,1 % der Minderjährigen und 40 % der Altersgruppe 65 Jahre und mehr betroffen.

## Belege
1. ↑  Augusta. In: Geographic Names Information System. United States Geological Survey, United States Department of the Interior, abgerufen am 22. Mai 2017 (englisch).
2. ↑  Climate Summary for Augusta, Montana.